# Veneta
Veneta az Amerikai Egyesült Államok északnyugati részén, Oregon állam Lane megyéjében helyezkedik el. A 2010. évi népszámláláskor 4 561 lakosa volt. A város területe 6,66 km², melynek 100%-a szárazföld.

## Történet
A várost 1912-ben alapította Edmund Eugene Hunter, aki az akkor  ötéves  lányáról nevezte el azt.Veneta postahivatala 1914-ben nyílt meg. A város névadója, Veneta Hunter Vincent, aki 1982-ben részt vett az alapítás 70. évfordulóján, 2000-ben, 91 éves korában hunyt el.
1970-ben minden évben itt rendezik meg az eredetileg Reneszánsz Vásár (Renaissance Fair) néven indult Oregoni Kirakodóvásárt (Oregon County Fair).
1972. augusztus 27-én a vásárban adott koncertet a Grateful Dead; ez volt az általuk „terepgyakorlatnak” (Field Trip) nevezett sorozat első állomása. A Springfield Creamerynek nagy hasznot hozó koncert legendássá vált a zenekar rajongói („deadheadek”) körében, és a Sunshine Daydream című filmben is helyet kapott. A New Riders of the Purple Sage 2004-ben megjelent, az 1972-es koncert felvételeit tartalmazó albuma a Veneta, Oregon, 8/27/72 címet kapta.

## Éghajlat
A térség nyarai melegek (de nem forróak) és szárazak; a havi maximum átlaghőmérséklet 22 °C. A Köppen-skála alapján a város éghajlata meleg nyári mediterrán. A legcsapadékosabb a november–január, a legszárazabb pedig a július–augusztus közötti időszak. A legmelegebb hónap augusztus, a leghidegebb pedig december.
| Hónap                         | Jan.  | Feb.  | Már. | Ápr. | Máj. | Jún. | Júl. | Aug. | Szep. | Okt. | Nov. | Dec.  | Év    |
| ----------------------------- | ----- | ----- | ---- | ---- | ---- | ---- | ---- | ---- | ----- | ---- | ---- | ----- | ----- |
| Rekord max. hőmérséklet (°C)  | 20,6  | 22,8  | 27,2 | 29,4 | 35,6 | 40,0 | 41,7 | 42,8 | 38,9  | 33,3 | 23,9 | 18,9  | 42,8  |
| Átlagos max. hőmérséklet (°C) | 13,8  | 11,7  | 13,9 | 17,2 | 20,6 | 23,3 | 22,8 | 28,9 | 26,1  | 18,9 | 16,7 | 7,8   | 18,5  |
| Átlaghőmérséklet (°C)         | 7,5   | 6,7   | 8,6  | 10,8 | 13,9 | 16,4 | 17,3 | 20,3 | 18,1  | 12,5 | 10,0 | 4,5   | 12,2  |
| Átlagos min. hőmérséklet (°C) | 1,1   | 1,7   | 3,3  | 4,4  | 7,2  | 9,4  | 11,7 | 11,7 | 10,0  | 6,1  | 3,3  | 1,1   | 5,9   |
| Rekord min. hőmérséklet (°C)  | −18,3 | −18,3 | −7,2 | −6,1 | −2,8 | 0,6  | 2,2  | 3,9  | 0,0   | −8,9 | −9,4 | −19,4 | −19,4 |
| Átl. csapadékmennyiség (mm)   | 175   | 140   | 132  | 89   | 71   | 43   | 15   | 18   | 33    | 79   | 201  | 206   | 1202  |
| Forrás: The Weather Channel   |       |       |      |      |      |      |      |      |       |      |      |       |       |

## Népesség

### 2010
A 2010-es népszámláláskor a városnak 4 561 lakója, 1 730 háztartása és 1 241 családja volt. A népsűrűség 685,2 fő/km². A lakóegységek száma 1 830, sűrűségük 247,9 db/km². A lakosok 91,8%-a fehér, 0,4%-a afroamerikai, 1,4%-a indián, 0,8%-a ázsiai, 0,2%-a a csendes-óceáni szigetekről származik, 1,9%-a egyéb-, 3,6% pedig kettő vagy több etnikumú. A spanyol vagy latino származásúak aránya 5,5% (4,3% mexikói, 0,2% Puerto Ricó-i, 1% pedig egyéb spanyol/latino származású).
A háztartások 36,3%-ában élt 18 évnél fiatalabb. 52,9% házas, 13% egyedülálló nő, 5,8% pedig egyedülálló férfi; 28,3% pedig nem család. 20,5% egyedül élt; 6,2%-uk 65 éves vagy idősebb. Egy háztartásban átlagosan 2,62 személy élt; a családok átlagmérete 2,98 fő.
A medián életkor 35,2 év volt. A város lakóinak 25,4%-a 18 évesnél fiatalabb, 7,5% 18 és 24 év közötti, 30,4%-uk 25 és 44 év közötti, 26%-uk 45 és 64 év közötti, 10,7%-uk pedig 65 éves vagy idősebb. A lakosok 49,3%-a férfi, 50,7%-uk pedig nő.

### 2000
A 2000-es népszámláláskor a városnak 2 755 lakója, 966 háztartása és 732 családja volt. A népsűrűség 399,9 fő/km². A lakóegységek száma 1 015, sűrűségük 147,3 db/km². A lakosok 92,92%-a fehér, 0,25%-a afroamerikai, 1,38%-a indián, 0,65%-a ázsiai, 0,04% a Csendes-óceáni szigetekről származik, 0,91%-a egyéb-, 3,85% pedig kettő vagy több etnikumú. A spanyol vagy latino származásúak aránya 4,17% (2,8% mexikói, 0,4% Puerto Ricó-i, 0,9% pedig egyéb spanyol/latino származású).
A háztartások 43,7%-ában élt 18 évnél fiatalabb. 56,7% házas, 13,3% egyedülálló nő; 24,2% pedig nem család. 18,4% egyedül élt; 6,3%-uk 65 éves vagy idősebb. Egy háztartásban átlagosan 2,72 személy élt; a családok átlagmérete 3,1 fő.
A város lakóinak 33%-a 18 évnél fiatalabb, 7,7%-a 18 és 24 év közötti, 30,5%-a 25 és 44 év közötti, 21,3%-a 45 és 64 év közötti, 7,5%-a pedig 65 éves vagy idősebb. A medián életkor 33 év volt. Minden 18 évnél idősebb 100 nőre 95,9 férfi jut; a 18 évnél idősebb nőknél ez az arány 93,2.
A háztartások medián bevétele 37 326 amerikai dollár, ez az érték családoknál $40 909. A férfiak medián keresete $33 897, míg a nőké $18 730. A város egy főre jutó bevétele (PCI) $16 239. A családok 11,4%-a, a teljes népesség 9,7%-a élt létminimum alatt; a 18 év alattiaknál ez a szám 16,2%, a 65 évnél idősebbeknél pedig 7,2%.

## Fordítás
Ez a szócikk részben vagy egészben  a   Veneta, Oregon című angol Wikipédia-szócikk ezen változatának fordításán alapul.  Az eredeti cikk szerkesztőit annak laptörténete sorolja fel. Ez a jelzés csupán a megfogalmazás eredetét és a szerzői jogokat jelzi, nem szolgál a cikkben szereplő információk forrásmegjelöléseként.